# Lumbricus friendi
Lumbricus friendi ist eine hauptsächlich in Südwest- und Westeuropa (atlantomediterran) verbreitete, große Regenwurm-Art. Die Art wurde auch nach Nordamerika verschleppt und dort eingebürgert.

## Merkmale
Lumbricus friendi erreicht eine Körperlänge von 80 bis 200 Millimeter (in Österreich und England werden nur 120 Millimeter angegeben) bei einem Durchmesser von 5 bis 8 Millimeter. Der Körper besteht, je nach Körperlänge und Alter, aus einer unterschiedlichen Anzahl von Segmenten, meist sind es 70 bis 130. Das Tier ist auf der Oberseite violettbraun bis purpurviolett, auf der Unterseite weißlich gefärbt. Wie typisch für die Gattung Lumbricus, liegt die Mundöffnung an der Bauchseite des Kopflappens, der das erste Rückensegment teilt (tanylobes Prostomium). Das Clitellum (der während der Geschlechtsreife ausgebildete, angeschwollene „Gürtel“, der den Eikokon bildet) liegt auf den Körpersegmenten 33 bis 37, gelegentlich greift er auf Teile der Nachbarsegmente (32 und 38) über. Die Tubercula pubertatis, eine drüsige Anschwellung randlich an der Bauchseite (ventrolateral) des Clitellums, ist bootsförmig und liegt auf den Segmenten 33 bis 36 bzw. 34 bis 37. Die männlichen Genitalporen sind von einer großen, herzförmigen Anschwellung umgeben, sie liegen auf dem Segment 15, selten 14 oder 16. Lumbricus friendi ist anderen Arten der Gattung, insbesondere dem häufigen Lumbricus terrestris sehr ähnlich und von diesem anhand der Körpergestalt (habituell) nicht unterscheidbar.

## Verbreitung
Die Art wurde aus Frankreich beschrieben und ist vor allem in der Südhälfte Frankreichs, in der westlichen Schweiz, in der Nordhälfte der Iberischen Halbinsel und im Süden von Irland verbreitet. Später wurde sie aus weiteren Ländern der Westhälfte Europas angegeben, so aus Schottland, Wales, von den Kanalinseln, aus Norditalien. Aus Deutschland liegen wenige Funde aus dem Südwesten vor, sie gilt hier als sehr selten. Sie wurde vereinzelt auch aus Österreich nachgewiesen. Der bisher östlichste Fund (nur ein Tier) stammt aus dem Jahr 2014 aus Serbien. Möglicherweise kommt die Art auch in Nordafrika vor.
Lumbricus friendi wurde im Jahr 2014 in der Baltimore–Washington Metropolitan Area, im Nordosten der USA, als Neueinwanderer (Neozoon) nachgewiesen, es ist hier die sechsundzwanzigste europäische Regenwurmart und der fünfte eingeschleppte Vertreter der Gattung Lumbricus. Diese europäischen Regenwürmer verändern, wo sie vorkommen, die amerikanischen Wald-Ökosysteme, sie können möglicherweise zum Aussterben hier heimischer Arten führen. Die Art ist an manchen der Fundorte bereits die häufigste Regenwurm-Art. Es wird vermutet, dass die Art hier schon länger etabliert war, aber vorher mit dem sehr ähnlichen Lumbricus terrestris verwechselt worden war.

## Lebensweise
Lumbricus friendi ist obligat biparental, das heißt, zur Erzeugung von Nachkommen müssen sich je zwei der zwittrigen Tiere gegenseitig befruchten. Die Art wird überwiegend in der Streuschicht von Wäldern gefunden, kommt aber auch im Kulturland vor, so in Grünland und in feuchten Gartenböden. Sie wird für saure Sandböden (bis pH 4) und basische Böden gleichermaßen angegeben.

## Taxonomie
Die Art wurde zuerst in Irland durch Hilderic Friend entdeckt, der die Art Lumbricus papillosus benannte. Dieser Name erwies sich später aber als Homonym einer bereits früher beschriebenen Art. Sie wurde später durch Cognetti nach Tieren aus den Pyrenäen ausführlicher neu beschrieben, der sie zu Ehren von Friend neu benannte.